# Okres Pisz
Okres Pisz (polsky Powiat piski) je okres v polském Varmijsko-mazurském vojvodství. Rozlohu má 1776,17 km² a v roce 2019 zde žilo 56 135 obyvatel. Sídlem správy okresu je město Pisz.

## Gminy
Městsko-vesnické:
- Biała Piska
- Orzysz
- Pisz
- Ruciane-Nida

## Města
- Biała Piska
- Orzysz
- Pisz
- Ruciane-Nida

## Sousední okresy
| Růžice kompasu | Mrągowo    | Giżycko    | Ełk     | Růžice kompasu |
| Růžice kompasu | Szczytno   | Sever      | Ełk     | Růžice kompasu |
| Růžice kompasu | Szczytno   | Okres Pisz | Ełk     | Růžice kompasu |
| Růžice kompasu | Szczytno   | Jih        | Ełk     | Růžice kompasu |
| Růžice kompasu | Ostrolenka | Kolno      | Grajewo | Růžice kompasu |